# Corazón valiente
Vous pouvez aider à l'améliorer ou bien discuter des problèmes sur sa page de discussion.
- Il ne cite pas suffisamment ses sources. Vous pouvez indiquer les passages à sourcer avec {{référence nécessaire}} ou {{Référence souhaitée}}, et inclure les références utiles en les liant aux notes de bas de page. (Marqué depuis mars 2024)
- Son contenu est rédigé entièrement ou presque à partir d'une seule source. N'hésitez pas à modifier cet article pour améliorer sa vérifiabilité en apportant de nouvelles références dans des notes de bas de page. (Marqué depuis mars 2024)
- Certaines informations devraient être mieux reliées aux sources mentionnées dans la bibliographie ou les liens externes. Améliorez sa vérifiabilité en les associant par des références. (Marqué depuis mars 2024)
- Il ne s’appuie pas, ou pas assez, sur des sources secondaires ou tertiaires. (Marqué depuis mars 2024)

- Archive Wikiwix
- Bing
- Cairn
- DuckDuckGo
- E. Universalis
- Gallica
- Google
- G. Books
- G. News
- G. Scholar
- Persée
- Qwant
- (zh) Baidu
- (ru) Yandex
- (wd) trouver des œuvres sur Wikidata

Pour les articles homonymes, voir Valiente.
Corazón valiente (en anglais: Fearless Heart; Brave Heart) est une telenovela américaine diffusée entre le 6 mars 2012 et le 7 janvier 2013 sur Telemundo.
Elle a été diffusée en Outre-Mer sur le réseau 1ère en 2014 puis en France sur France Ô en 2015 et dans les pays d'Afrique Francophone et en France métropolitaine sur Novelas TV entre le 3 novembre 2015 et le 19 août 2016 et rediffusée entre le 12 janvier 2021 et le 26 octobre 2021 sous le titre de La Force du Cœur.

## Synopsis
Il s'agit du destin croisé d’Angela et Samantha, meilleures amies d’enfance, devenues gardes du corps. Elles vont devoir mener deux combats à la fois : protéger leurs clients et contrer tous ceux qui les empêchent d’accéder au bonheur.
Angela est la fille d’un modeste garde du corps, Miguel Valdez Sr. Samantha est, quant à elle la fille  d’un couple de riche, Dario Sandoval et Perla Navarro Sandoval, qui font l’objet d’une protection rapprochée.
Les deux amies n’oublieront jamais ce jour où leur vie a basculé, l'enlèvement de Samantha. Ce jour-là, des ravisseurs ont enlevé la petite fille puis ont réclamé une rançon en échange de sa libération. N’écoutant que son cœur et son courage, le père d’Angela, accepte de rapporter la rançon aux ravisseurs et de récupérer la fillette. Il meurt lors de cette dangereuse opération. Après cette tragédie, le chemin des deux amies se sépare.
Quinze ans plus tard, Samantha est devenue une garde du corps à la réputation internationale et Angela est devenue boulangère. Un jour, les deux amies se retrouve dans une bagarre contre des cambrioleurs qui veulent prendre l'argent de la caisse de la boulangerie. Ils se font arrêter par les deux femmes. C’est le début d’une nouvelle vie pour Angela qui décide de marcher sur les pas de son père, et de devenir garde du corps. Ensemble, elles lutteront pour leur bonheur avec Juan Marcos et Willy et elles ne laisseront personne leur dicter la vie qu'elles doivent mener aux côtés de ceux qu'elles aiment.

## Distribution

### Rôles principaux
- Adriana Fonseca : Angela Valdez / Angela Valdez de Martinez / Angela Valdez de Arroyo / Milagros
- José Luis Reséndez : Juan Marcos Arroyo
- Ximena Duque : Samantha Sandoval Navarro / Samantha Valdez Navarro / Samantha Sandoval de Del Castillo/ Samantha Valdez de Del Castillo
- Fabián Ríos : Guillermo "Willy" Del Castillo
- Aylín Mújica : Fernanda Del Castillo / Mme Victoria Villafañe † (épisodes 1 à 206)
- Manuel Landeta : Bernardo Del Castillo † (épisodes 1 à 206)
- Brenda Asnicar : Fabiola Ferrara / Fabiola Arroyo /Fabiola Arroyo del Valdez / Fabiola Arroyo de Del Toro
- Gabriel Porras : Miguel Valdez (Le fils) / Miguel Guttierez
- Daniela Navarro : Clara Salvatiera / Clara Del Castillo / Clara Salvatiera Del Martínez
- Gabriel Valenzuela : Luis Martínez † (épisodes 1 à 83) / Camilo Martínez
- Angeline Moncayo : Laura Aguilar / Maria Laura Aguilar Flores
- Pablo Azar : Inspecteur Gustavo Ponte † (épisodes 95 à 206)
- Miguel Varoni : Jésus Matamoros "Le Messie" / Dr. Marcelo Montoya † (épisodes 177 à 206)
- Vanessa Pose : Emma Arroyo / Emma Ferrara / Emma Arroyo de Peralta
- Jon Ecker : Pablo Peralta
- Sonya Smith : Isabel Uriarte Malaga / Isabel Uriarte de Arroyo † (épisodes 1 à 12)
- Katie Barberi : Perla Navarro de Sandoval / Perla Navarro del Valdez † (épisodes 1 à 45)
- Leonardo Daniel : Darío Sandoval † (épisodes 1 à 53)
- Gilda Haddock : Estela Valdez † (épisodes 1 à 95)
- Tatiana Capote : Ofelia Del Castillo / Ofelia Ramirez † (épisodes 1 à 120)
- Alejandro López : Vicente La Madrid † (épisodes 1 à 105)
- Roberto Plantier : Gabriel La Madrid † (épisodes 1 à 70)
- Priscila Perales : Nelly Balbuena † (épisodes 1 à 99)
- Ahrid Hannaley : Cécilia
- Brigitte Bozzo : Génésis Arroyo Uriarte
- Nicole Arci : Violeta Martínez Valdez
- Jorge Luis Pila : Miguel Valdez Sr. (Le père) † (épisode 1)
- Paloma Márquez : Sol Diaz de Leon † (épisodes 20 à 37)
- Francisco Porras : Dante
- Alba Roversi : Nora Del Castillo / Lourdes / La doyenne
- Gregorio Pernia : Javier Falcon del Toro "El Verdugo"
- Yrahid Leylanni : Natalia Lozada

### Acteurs secondaires
- German ''Tuto'' Patiño : Cayetano Rodriguez "El Ringo" † (épisodes 129 à 206)
- José Guillermo Cortines : Renzo Mancilla † (épisodes 1 à 12)
- Lino Martone : Diego Villareal † (épisodes 1 à 37)
- Pedro Telemaco : Inspecteur Pedro Marshall † (épisodes 12 à 29)
- Jalymar Salomon : Inspecteur Gloria Ferrera / Gloria Galvan † (épisodes 37 à 58)
- Ezequiel Montalt : Lieutenant Manuel Flores † (épisodes 45 à 54)
- Luis Gerardo Lopez : Inspecteur Duval / Gerardo Duval † (épisodes 53 à 191)
- Patricia Alquinta : Ursula Villalobos † (épisode 60)
- Anderson Leal : Lucas
- Johanna Cure : Lady
- José Luis Tovar : Gigante
- Viviana Mendez : Guadalupe de la Vega † (morte à l'épisode 78)
- Carolina Tejera : Lorena Barrios † (épisodes 60 à 122)
- Eduardo Wasveiler : Juan Ignacio Arroyo † (épisode 1)
- Itzel Ramos : Leonor Aurora Arroyo † (épisode 1)
- Michelle Jones : Pamela Vallester † (épisodes 14 à 23)
- Gabriela Borges : Jessica Aragón Colmenares / Jessica del Toro Aguilar
- Andrés Cotrino : Nicolás de la Vega / Nicolás del Castillo Valdez
- Leslie Stewart : Thelma Colmenares de Aragón † (épisodes 145 à 154)
- Johnny Nessy : German Galindez "El Vikingo"
- Francisco Porras : Dante
- Jorge Luis Portales : Víctor Aragón † (mort à l'épisode 133)
- Ileana Jacket : Josefina Malaga de Uriarte † (épisodes 59 à 65)
- Jamie Sasson : Paula Uriarte † (épisodes 67 à 80)
- Sofía Sanabria : Ángela Valdez (petite)
- Emily Alvarado : Samantha Sandoval Navarro (petite)
- Fernando Cermeño : Gaël Sanchez
- Georgette Haddad : Sonya Estevez † (épisode 79)
- Greydis Gil : Tamara Suarez † (morte à l'épisode 53)
- Jonathan Freudman : Rodrigo Sandoval Del Castillo † (épisodes 120 à 199)
- Sandra Beltrán : Yvonne de Matamoros "La jolie gamine" † (épisodes 167 à 206)
- Natacha Guerra : Frida Brown / "Miss Brown"
- Haydée Ramírez : Rosario Paz
- María del Pilar Pérez : María Fernanda Arroyo Del Castillo
- Eduardo Rodríguez : Esteban de la Vega † (épisodes 55 à 137)